# Berittenes Bogenschießen
Berittenes Bogenschießen ist eine Kampfkunst und ein Schießsport zu Pferde.
Bei dieser Kampfkunst wird mit Pfeil und Bogen vom Pferd aus in allen Gangarten geschossen, insbesondere aus dem Galopp. Diese Technik führte historisch zu großen Erfolgen von Reitervölkern wie Skythen, Hunnen, Göktürken und Mongolen über Heere sesshafter Bevölkerungen. Mit ihrer schwer gepanzerten Ritterrüstung waren europäische Ritter den berittenen Bogenschützen häufig hilflos unterlegen.

## Geschichte

### Militärische Ursprünge
In den Steppenregionen Westasiens begannen Nomadenvölker im 1. Jahrtausend v. Chr. mit der gezielten Nutzung des Pferdes als Reit- und Arbeitstier (auch zur Ernährung). Das Pferd wurde zur Grundlage des Überlebens der Sippe. Die intensive Pferdehaltung und -zucht band Mensch und Pferd eng aneinander. In den nächsten 2500 Jahren beherrschten mobile Reitervölker den gesamten innerasiatischen Raum, auch mit militärischen Mitteln: Sie stahlen Pferde, überfielen ihre Nachbarn und begründeten das offensive Reiterkriegertum. Als kriegerische Pferdenomaden formierten sich zuerst indoeuropäische Völker, vor allem Sassaniden, Kimmerer, Skythen und Sarmaten, dann Hunnen und später Turkvölker, denen schließlich die Mongolen folgten.
Die Kampftaktik war immer ähnlich: Einem blitzschnellen Angriff folgte der ebenso schnelle Rückzug. Schwerfällige Fuß- und Panzerreitertruppen hatten kaum Chancen zu reagieren. Bei der Taktik der „verstellten Flucht“ galoppierte die Nomadenkavallerie scheinbar in wilder Flucht davon. Gegnerische Truppen wurden dazu verlockt nachzurücken, landeten jedoch unversehens in einem Hinterhalt. Die Fliehenden schossen oft auch rückwärts auf die Verfolger, mit dem so genannten Partherschuss über die Kruppe des Pferdes hinweg.
Beispiele für Schlachten, die von berittenen Bogenschützen entschieden wurden, sind die Erste Schlacht bei Panipat, die das Sultanat von Delhi beendete, und die Schlacht von Doryläum während des Zweiten Kreuzzuges. Dass bei entsprechender Taktik ein Ritterheer berittene Bogenschützen auch besiegen konnte, bewies Richard Löwenherz bei der Schlacht von Arsuf im Dritten Kreuzzug.

### Wiederbelebung als Sportart

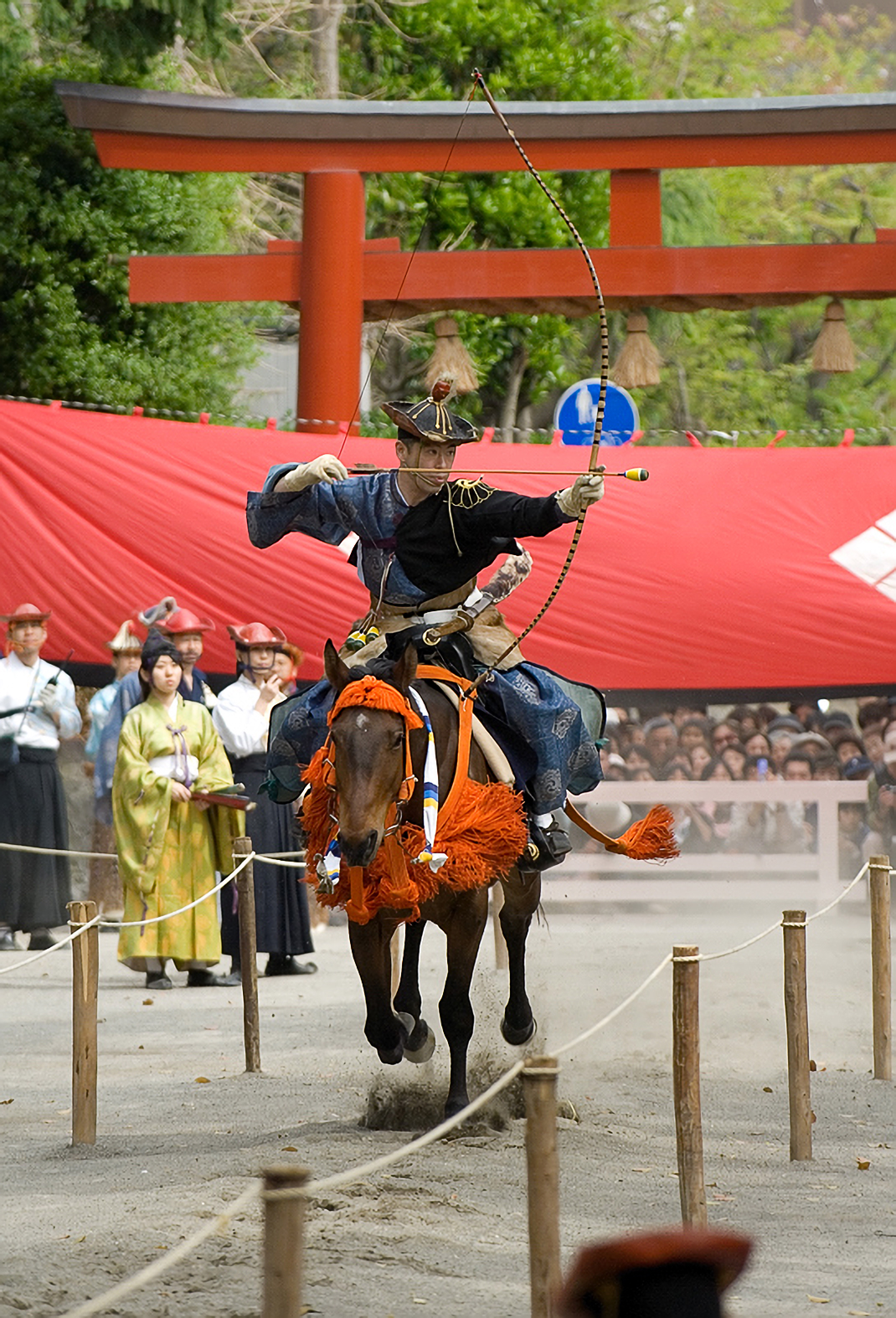
Yumi-Bogen beim Yabusame

Außer dem japanischen Yabusame geriet das berittene Bogenschießen überall auf der Welt in Vergessenheit, in der Mongolei ebenso wie bei den Ureinwohnern von Amerika, den Indianern.
In den 1980er Jahren wurde vom Ungarn Lajos Kassai das berittene Bogenschießen für Europa wiederentdeckt und neu erfunden. Kassai dachte sich eine moderne Wettkampfform des berittenen Bogenschießens aus, die zur Grundlage für die zurzeit in Europa, Amerika und Ozeanien ausgeübte Sportart des berittenen Bogenschießens wurde. Zur Organisation gründete Kassai einen Weltverband der berittenen Bogenschützen, die Horseback Archery World Association (HAWA) mit einem modernen Wettkampfsystem und Schüler- und Meistergraden.
Die wohl erste Deutsche Meisterschaft richtete der zu diesem Zeitpunkt neugegründete Verein „Die Steppenreiter e. V.“ im Jahr 2006 aus. Er orientierte sich weitgehend an den durch Lajos Karsai vorgeschlagenen Turnierregeln.

## Technik
Damit das untere Ende des Bogens nicht mit dem Rücken des Pferdes zusammenstößt, ist die Verwendung eines eher kurzen oder eines stark asymmetrischen Bogens notwendig. Die Reiterbögen der meisten asiatischen Steppenvölker und der amerikanischen Prärie-Indianer waren eher kurz, der japanische Yumi ist stark asymmetrisch. Um bei kurzen Bögen trotzdem eine ausreichende Zugkraft zu erreichen, wurden in Asien fast ausschließlich Kompositbögen mit Recurve- und Reflexgeometrie verwendet.

### Schießtechnik
Die Reitervölker hatten meist einen fliegenden Anker und zogen die Sehne mit dem Daumen. Von galoppierenden Pferden aus mit dem Bogen zu schießen, stellt besondere Anforderungen an den Schützen. Bereits das Einnocken muss auf besondere Art vollzogen werden, ebenso das Spannen und letztlich sogar das Lösen. Will man zudem mehrere Pfeile in schneller Folge schießen, muss man sich auch einen besonderen Bogen- und Pfeilgriff angewöhnen.
Die Daumentechnik bietet hierbei Vorteile gegenüber der mediterranen Technik, weil bei kurzen Bögen mit langem Auszug der Sehnenwinkel bei Vollauszug der Sehne sehr spitz wird, weil bei schnell(er)en Pferden der Pfeil durch den „Fahrtwind“ an den Bogen und nicht wie bei der mediterranen Technik vom Bogen weg gedrückt wird und weil es bei der Daumentechnik keine Verletzungen des Bogenbauches und des Handrückens der Bogenhand beim Nachladen des Pfeiles gibt.
Die größten Unterschiede sind jedoch, dass bei der Daumentechnik der eingelegte Pfeil unter dem Nockpunkt, bei der mediterranen Technik darüber und bei Rechtshandschützen der eingelegte Pfeil auf der rechten Seite des Wurfarmes, bei der mediterranen Technik auf der linken Seite liegt. Des Weiteren zieht bei der Daumentechnik nur der mit dem Zeigefinger verriegelte Daumen der Zughand die Sehne, bei der mediterranen Technik dagegen ziehen zwei bis drei Finger (Zeige-, Mittel- und Ringfinger).
Beim Erfassen des Zieles erscheint dies bei einem Rechtshandschützen mit Daumentechnik vom stehenden Wurfarm axial nach rechts, bei mediterraner Technik nach links versetzt.

### Reittechnik
Die Reittechnik im Berittenen Bogenschießen ist nicht einheitlich festgelegt.
Auch schreibt der Sport keinerlei spezielle Anforderungen an Pferd, Reiter oder Ausrüstung vor; lediglich muss das Pferd sicher durch den Parcours geritten werden können und den Tieren dürfen dadurch keine Schmerzen zugefügt werden. Den anwesenden Richtern steht es frei, die Ausrüstung eines Reiters zu bemängeln und beispielsweise aus Sicherheits- oder Tierschutzaspekten eine Veränderung an dieser zu fordern.
Da jedoch zur Schussabgabe beide Hände frei sein müssen, um einerseits den Bogen zu halten und ihn andererseits zu spannen, sollten die Reiter in der Lage sein, ihr Pferd ohne Zügeleinwirkung zu reiten. Meist werden die Zügel bereits vor dem Betreten der Bahn lose auf den Hals des Pferdes gelegt oder am Sattel eingehängt; zwar ist es nicht verboten, während eines Durchganges die Zügel zu verwenden, jedoch ist davon aufgrund des dadurch entstehenden Zeitverlustes dringend abzuraten.
Da beim Bogenreiten meist nach links geschossen wird, ist es vorteilhafter, das Pferd im Linksgalopp zu reiten, da dann die Bewegung des Pferdes und des schießenden Reiters mehr in Harmonie zueinander stehen.

## Wettkampfformen
Während Lajos Kassai das berittene Bogenschießen als Kampfkunst praktiziert, wurden in den letzten Jahren überall auf der Welt weitere Vereine und Vereinigungen des berittenen Bogenschießens gegründet, welche das Bogenschießen vom Pferd als Freizeitaktivität (Breitensport) ausüben.
Führende Vereine des berittenen Bogenschießens sind aktuell Die Steppenreiter e. V. sowie der Mongolensturm Bayern beim VFD Bayern.
Aber nicht nur in Europa wurde das Bogenschießen vom Pferd wiederentdeckt, sondern auch in Japan, Korea, China und der Mongolei. Dort wurden entsprechend der asiatischen Tradition andere Wettkampfformen entwickelt. Selbst in den USA und Brasilien sowie erste Ansätze in Südafrika zeugen von immer mehr Interesse für diesen außergewöhnlichen und dynamischen Sport.

### Kassai-Wettkampf
Beim Wettkampf der Kassai Horseback Archery School wird auf einer Wettkampfbahn aus verschiedenen Richtungen auf ein Ziel geschossen, nach vorne, zur Seite und nach hinten.
Die Bahn ist 99 m lang und in der Mitte steht, 9 m seitlich versetzt und in 2 m Höhe, die sich drehende Zielscheibe, deren Auflage in Richtung des Reiters zeigt.

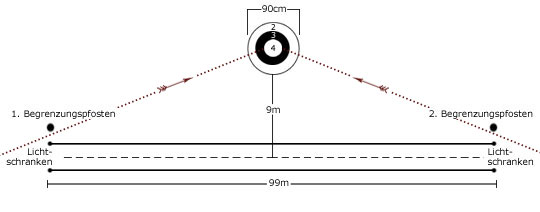
Wettkampfbahn

Die Scheibe ist in drei Bereiche unterteilt, die je nach Schwierigkeit der Schüsse unterschiedlich viele Punkte ergeben:
| Punkte | Punkte | Punkte |
| innen  | Mitte  | außen  |
| ------ | ------ | ------ |
| 4      | 3      | 2      |

Sowohl die Länge der Wettkampfbahn als auch die erlaubte Zeit, sie im Galopp zu durchreiten, wurden im Laufe der Zeit geändert. In den frühen 1990er Jahren hatte man 14 Sekunden, um eine 90 m lange Bahn zu absolvieren, heute sind es 20 Sekunden für 99 m.

### Ungarischer Wettkampf
Der Ungarische Wettkampf richtet sich nach der Ursprungsform des Kassai-Wettkampfes. Er wird auf diese Art in Amerika, Asien und vor allem in Europa durchgeführt und wird deshalb auch Europäischer Wettkampf (European Competition) genannt.
Beim Ungarischen Wettkampf des berittenen Bogenschießens kann sich die Leistung des berittenen Bogenschützen über mehrere Durchläufe/Galopps entfalten. Hierbei wird auf einer Wettkampfbahn auf drei verschiedene Ziele geschossen, nach vorne, zur Seite und nach hinten.
Die Bahn ist 90 Meter lang, und in der Mitte stehen, neun Meter seitlich versetzt und in zwei Meter Höhe, drei Zielscheiben, eine in Richtung Bahnanfang, eine parallel zur Bahn und eine in Richtung Bahnende. Die Bahn ist in drei gleich lange Abschnitte unterteilt, im ersten Abschnitt wird auf die zum Bahnanfang zeigende Scheibe geschossen, im zweiten Abschnitt auf die parallel angeordnete Scheibe und im dritten Abschnitt auf die letzte, nach hinten gerichtete Scheibe.
Das Zeitlimit bei diesem Wettkampf liegt bei 16–18 Sekunden. Kinder und Jugendliche bis 16 Jahre bekommen zusätzlich zwei Sekunden dazugezählt.

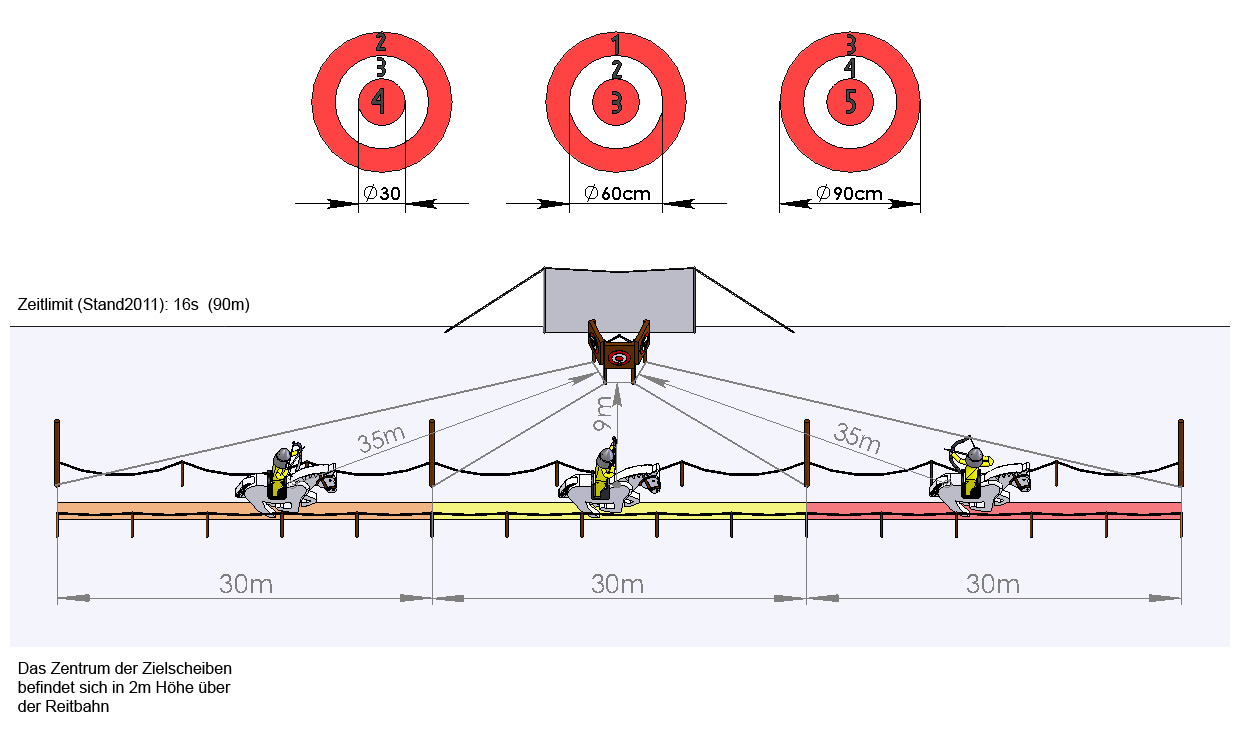
Ungarischer Wettkampf

Jede Scheibe ist in drei Bereiche unterteilt, die je nach Schwierigkeit der Schüsse unterschiedlich viele Punkte ergeben:
| Scheibe        | Punkte | Punkte | Punkte |
| Scheibe        | innen  | mitte  | außen  |
| -------------- | ------ | ------ | ------ |
| zum Bahnanfang | 4      | 3      | 2      |
| parallel       | 3      | 2      | 1      |
| zum Bahnende   | 5      | 4      | 3      |

Ab dem Jahr 2016 wurden aufgrund der visuellen Störung im Schießablauf die mittleren beiden Markierungspfosten entfernt. Alle drei Scheiben weisen nun dieselben Punktzahlen von 4 | 3 | 2 auf. Der Bogenschütze vom Pferd kann nun von jeder möglichen Position auf der Bahn auf eine Scheibe seiner Wahl schießen. Um Pfeildurchschüsse zu vermeiden, werden die Teilnehmer darauf hingewiesen, dass sie auf die ihnen zugewandten Scheiben schießen.

### Koreanische Wettkampfform (europäische Form)
Die koreanische Variante, wie sie in Europa durchgeführt wird, ist darauf ausgelegt, auf schnellen Ritten präzise Schüsse in nur einem Versuch abzugeben. Während der ungarische Wettkampf eher eine Ausdauerleistung abruft, stellen die koreanischen Varianten die Sprintdisziplinen des berittenen Bogenschießens dar, die eine schnelle, punktgenaue Konzentration auf den jeweils abzugebenden Schuss (ohne zweite Chance) erfordern. Sie sind sowohl im Hinblick auf das Ziehen der Pfeile vor dem Schuss, wobei hier die Daumentechnik im Vorteil ist, als auch hinsichtlich des Fehlens von Korrekturschüssen einer realen jagdlichen Situation nachempfunden. Diese Art des Bahnwettkampfes besteht aus drei verschiedenen Durchläufen.

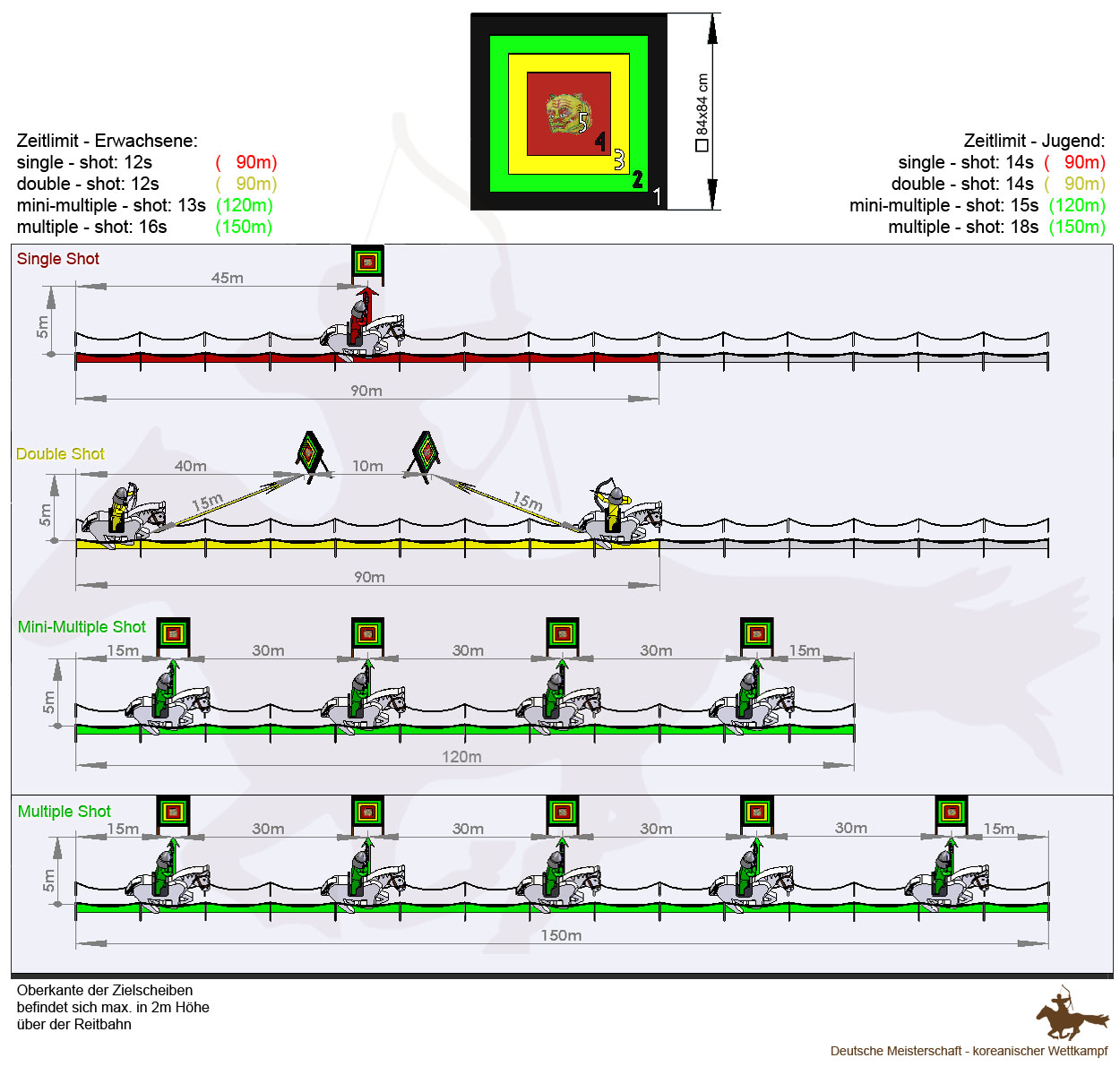
Koreanischer Wettkampf

Beim ersten Durchlauf (single-shot) muss der Reiter eine parallel zur Bahn (5 m Abstand) aufgestellte rechteckige Scheibe (ca. 84 × 84 cm) mit einem Pfeil möglichst genau treffen. Die maximale Zeit von 12 Sekunden darf nicht überschritten werden. Im zweiten Durchlauf (double shot) muss der Reiter auf einer Bahnlänge von 90 m zwei Scheiben mit jeweils einem Pfeil treffen. Da diesmal die Scheiben nicht parallel, sondern angewinkelt zur Bahn stehen, erfolgt der erste Schuss nach vorne und der zweite nach hinten (maximale Zeit auf der Bahn beträgt 12 Sekunden). Während des dritten Durchlaufes (multiple shot) müssen fünf parallel zur Bahn (150 m) aufgestellte Scheiben mit einem Abstand von 30 m jeweils mit einem Pfeil getroffen werden (Maximalzeit beträgt 16 Sekunden). Die Pfeile dürfen nur aus dem Gürtel, Köcher oder Stiefel gezogen werden. Es ist nicht gestattet, sie in der Bogenhand zu halten, wie bei der ungarischen Wettkampfform. Jeder Teilnehmer hat nur zwei Galopps pro Durchlauf.
Ab 2012 wird ein verkürzter Multiple-Shot mit 120 m Bahnlänge (genannt: Mini-Multiple-Shot) und 13 Sekunden Maximalzeit als Alternative angeboten. Dem Veranstalter steht es frei, je nach Platzangebot, eine der beiden Varianten des Multiple-Shot zu wählen.
Weiterhin wird ab dem Jahr 2016 in Deutschland auch der Triple-Shot auf 90 m angeboten. Die Abstände der drei Scheiben ab dem Start sind 15 m – 30 m – 30 m (nicht auf der Grafik abgebildet). Die internationale Triple-Shot-Variante unterscheidet sich im Abstand zur Bahn, der bei 7 m liegt, und der winkeligen Stellung der Scheiben.
Die Punkte auf der Scheibe von innen nach außen: Tigerkopf (5 Punkte), Rot (4 Punkte), Gelb (3 Punkte), Grün (2 Punkte), Schwarz (1 Punkt). Die Farben können in Asien eine andere Reihenfolge aufweisen.
Die ursprüngliche Form des koreanischen Wettkampfes, wie sie in Korea durchgeführt wird, unterscheidet sich in den Zeitlimits, Bahnlängen, Zielgrößen und sonstigen erweiterten Regeln von der europäischen Version des koreanischen Wettkampfes.

### Polnischer Wettkampf
Eine weitere Form des berittenen Bogenschießens ist der „Polnische Wettkampf“. Hierbei reiten die Teilnehmer einen Parcours mit verschiedenen Zielen im Gelände an und müssen innerhalb einer vorgegebenen Zeit diese vom galoppierenden Pferd beschießen; die Zeit fließt hierbei mit in die Wertung ein. Vermutlich geht dieser Wettkampf auf die Überlegung zurück, dass ein Bogenreiter während eines Überraschungsangriffes durch ein feindliches Heerlager reitet und dabei soviel Schaden wie möglich anrichten soll.
Für den Polnischen Wettkampf wird, den Geländegegebenheiten und der gewünschten Schwierigkeit entsprechend, ein verschlungener Parcours aufgebaut, an dessen Seiten in verschiedenen Richtungen unterschiedlichste Ziele in variabler Entfernung angebracht sind. Hierbei dürfen kleinere Senken und Hügel durchaus Teil des Parcours sein.
Die Schwierigkeit des Wettkampfes besteht darin, dass der Reiter gleichzeitig das Pferd durch den Parcours lenken, seine Pfeile ziehen und die Entfernung zu den Zielen korrekt einschätzen muss. Auch entsteht durch die Anordnung der Ziele die Schwierigkeit, dass in der Regel sowohl Schüsse nach links und rechts als auch nach vorne, hinten oder unten abgegeben werden müssen.

#### Wettkampfregeln
Laut IHAA (International Horseback Archery Alliance) muss der vorgegebene Weg durch den Parcours mindestens 3 und maximal 5 Meter betragen und kann mit geeigneten Mitteln begrenzt sein (z. B. an Stöcken gespannte Bänder); es sind jedoch auch Parcours ohne Begrenzung zulässig.
Im Normalfall wird eine Richtzeit zu Beginn des Wettkampfes ermittelt, bei deren Unterschreitung es einen Punktebonus, bei Überschreitung Punktabzug für den Starter gibt. Von dieser Zeitbewertung kann allerdings auch abgesehen werden, wenn beispielsweise der Untergrund den Pferden nicht ausreichend Halt gibt, sodass bei hohen Geschwindigkeiten Stürze zu erwarten wären.
Die Mindestanzahl der Ziele entlang der Strecke beträgt sechs. Eine Maximalzahl ist nicht vorgegeben; jedoch müssen die Ziele mindestens 30 m auseinander stehen, um dem Schützen die Möglichkeit zu geben, einen neuen Pfeil zu ziehen.
Auch muss für einen senkrechten Schuss nach unten mindestens eines der Ziele flach auf dem Boden liegen.
Ebenfalls im Wettkampf enthalten sein müssen ein Ziel, welches sich auf der der Bogenhand abgewandten Seite befindet, sowie ein „long shot“, bei dem das Ziel mindestens 30 m von der Bahn entfernt sein muss.
Die erzielten Punkte pro Schuss richten sich nach der Größe und Art der Ziele und deren Entfernung zur Bahn (angepasst der Schwierigkeit des Schusses).
In seinem Schussverhalten ist der Reiter insofern frei, als der Bogen, die Schusstechnik und die Pfeile keinerlei Beschränkungen unterliegen. Jedoch dürfen keine Pfeile vor dem Start in die Hand genommen werden (lediglich ein schussbereiter auf dem Bogen ist erlaubt) und keine Schüsse, die vor der Start- oder nach der Ziellinie getätigt wurden, gehen in die Wertung ein.
Dadurch, dass jede Wettkampfbahn, abhängig vom Austragungsort, sehr unterschiedlich ist, lassen sich verschiedene Polnische Wettkämpfe nur schwer vergleichen. Aufgrund dessen hat der Polnische Wettkampf aktuell keine Relevanz bei Internationalen Wettkämpfen, welche über mehrere Veranstaltungsorte hinweg ausgetragen werden (z. B. European Grand Prix).
Weiterhin ist der Aufbau eines solchen Parcours mit einem erheblichen Zeit- und Materialaufwand verbunden, sodass sich viele Veranstalter auf den Ungarischen und den Koreanischen Wettkampf beschränken.

### Yabusame
Hauptartikel: Yabusame
Die Japaner üben sich in der ältesten heute noch praktizierten Tradition des berittenen Bogenschießens. Sie können auf eine über 700 Jahre lange, ungebrochene Geschichte zurückweisen. Beim Yabusame soll der Reiter drei Scheiben treffen, die etwa 60 Schritt voneinander entfernt sind. Es wird nur zur Seite geschossen. Yabusame ist ein altes Ritual, das zum Segen des Himmels und der Erde abgehalten wird, um den Wohlstand und Frieden im Universum zu mehren.
Beim Yabusame gibt es drei Arten von Wettkämpfen: Yabusame als religiöses Ereignis, Kasagake als Wettbewerb und Inuoumono, wobei auf Hunde geschossen wurde.

### Japanischer Wettkampf
Da sich das Interesse um das berittene Bogenschießen in Japan immer mehr verstärkt, wurde durch die International Horseback Archery Association (ansässig in Japan und der Mongolei) der ursprüngliche Yabusame-Wettkampf angepasst und ein Wertungssystem eingeführt.
Auf einer Länge von 180 m (Vergleich Yabusame bis zu 270 m) stehen in einem Abstand von 5 Meter von der Reitbahn auf drei Position je eine quadratische Scheibe. Die Scheibe weist eine Größe von 45 × 45 cm auf und ist in 2 Meter Höhe rautenförmig angebracht. Die Abstände der Scheiben parallel zur Bahn betragen 40 m – 50 m – 50 m – 40 m. Die Scheiben sind drehbar und werden bei den ersten beiden Wettkampfläufen 45° nach vorne gestellt; dies ermöglicht je einen Schuss nach vorne. Bei Lauf drei und vier werden die drei Scheiben parallel zur Wettkampfbahn ausgerichtet und die Schützen schießen zur Seite. Die beiden letzten Läufe während des Wettkampfes sind die schwierigsten, dabei wird auf die 45° nach hinten ausgerichtete Scheiben im vollen Galopp geschossen. Die Punktwertung bei einem Scheibentreffer beträgt nach vorne 20 Punkte pro Scheibe, zur Seite 10 Punkte und nach hinten 30 Punkte pro Scheibe. Die Zeit auf der Bahn wird nicht berücksichtigt, es muss aber im zügigen Galopp geritten werden. Es gibt Bonuspunkte, wenn sämtliche Scheiben pro Durchgang getroffen werden.

### Qabaq

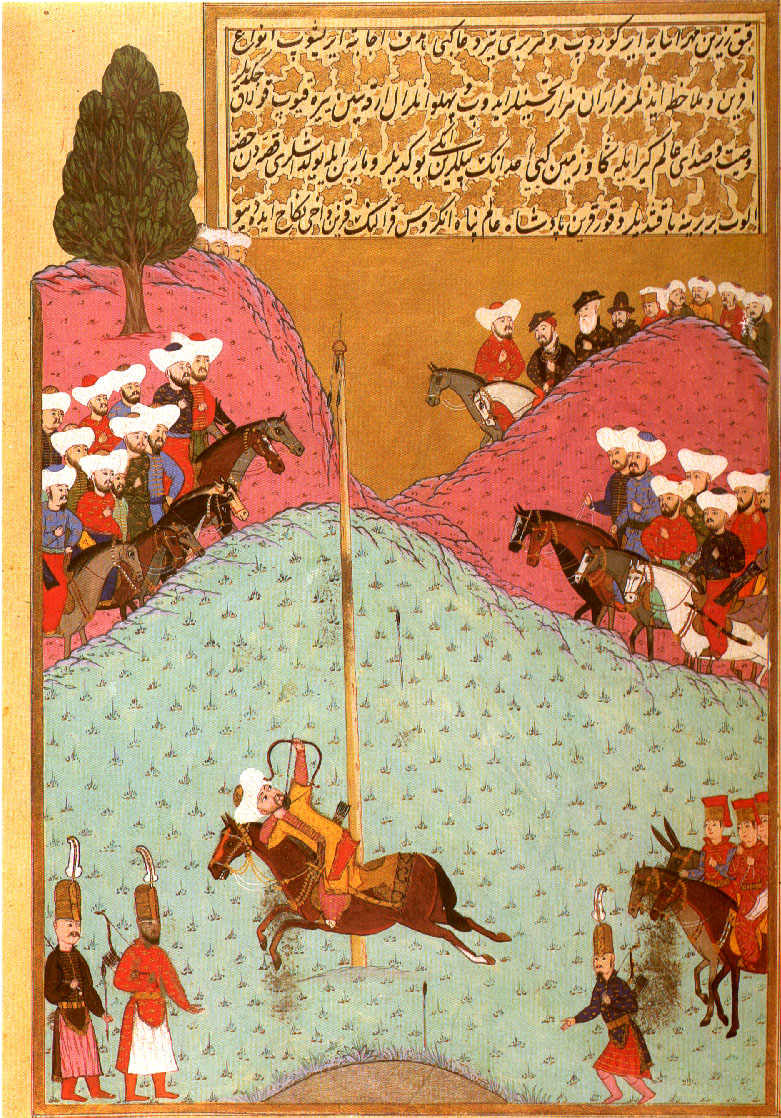
Sultan Murad II beim Qabaq

Qabaq ist die älteste überlieferte Wettkampfform im berittenen Bogenschießen. Sie ist safavidischen Ursprungs und wurde bis in die Anfänge des 20. Jahrhunderts in Georgien noch praktiziert. Bei diesem alten Sport stehen sich zwei Mannschaften gegenüber. Abwechselnd reitet ein Schütze unter einem 8 bis 12 m hohen Mast hindurch und schießt dabei senkrecht nach oben auf eine an der Spitze des Masts befestigte Vase. In seiner ursprünglichen Form wurde auf einen hohlen getrockneten Kürbis geschossen, weshalb das Spiel auch den Namen Qabaq (türkisch: Kürbis) trägt.
Das Spiel war im Nahen und Fernen Osten weit verbreitet. So spielten es die Mamlucken am ägyptischen Hof im 11. Jahrhundert, die Moguln in Indien im 16. Jahrhundert und die Osmanen bis ins 18. Jahrhundert. Selbst unter den osmanischen Sultanen war dieses Spiel sehr beliebt und Miniaturen zeigen sie selbst als erfolgreiche Schützen.

### Mogu-Wettkampf

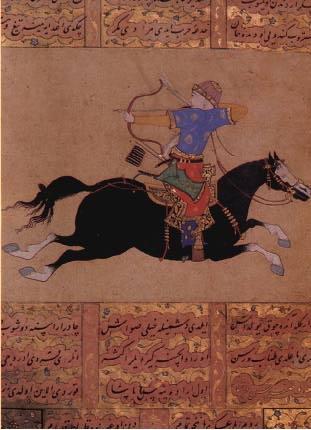
Sipahi berittener Bogenschütze

Der Mogu-Wettkampf stammt aus Korea und diente dort als Jagdtraining auf bewegliche Zeile. Die durch das Training verbesserte Treffsicherheit förderte den Jagderfolg, das fliehende Wild wurde rasch erlegt. Außerdem erhöhte die verbesserte Handhabung des Bogens die Überlebenschancen des berittenen Bogenschützen im Kriegsfall. Beim Mogu wird ein Ball mit ca. 60 cm Durchmesser an einer 5 m langen Leine hinter einem Pferd hergezogen. Zwei oder vier Reiter jagen hinterher und versuchen, den Ball mit (stumpfen) Bluntpfeilen zu treffen.

### Laufende Scheibe
Dieser Wettkampf ist an die indianische Büffeljagd der Indianer Nordamerikas angelehnt und hat seinen besonderen Reiz durch das genaue Timing des Schützen. Hier wird an einer mechanischen Vorrichtung (z. B. Stahlseil, Zielscheibe mit Laufrollen) eine Zielscheibe parallel zur Reitbahn schnell in die Reitrichtung des Reiters bewegt. Der Reiter muss nun durch genaues Timing seine Reitgeschwindigkeit so gestalten, dass er an dem dafür vorgesehenen Schusssektor genau parallel zur Scheibe reitet und dort den einzigen erlaubten Schuss auf die Scheibe abgeben kann.
Dieser Wettkampf erfordert präzise Steuerung des Pferdes durch Geschwindigkeitsanpassung, weckt aber vor allem den Jagdinstinkt und ist auch sehr publikumswirksam. Er wurde erstmals auf der Little Big Horse Ranch Müncheberg, Brandenburg, Deutschland 2008 erfolgreich durchgeführt.

### Sonstige Wettkampfarten
Aufgrund der Vielzahl der Variationsmöglichkeiten im Berittenen Bogenschießen gibt es zahlreiche weitere Wettkampfarten, deren Regeln sich teilweise von Verein zu Verein unterschieden können oder die, wie beispielsweise der Mogu- oder Quaback-Wettkampf, aktuell noch nicht in Internationalen Turnieren ausgerichtet werden.
So werden manche Wettkämpfe in Gelände auch als „Indianerwettkampf“ oder ähnlich bezeichnet. Es handelt sich dabei jedoch meist um an den „Polnischen Wettkampf“ angelehnte Varianten mit zusätzlichen oder veränderten Regeln.
Bei internationalen Wettkämpfen finden diese jedoch keine weitere Beachtung.

## Rechtliche Lage in Deutschland
Der Bogen zählt als Sportgerät und fällt in Deutschland nicht unter das Waffenrecht; somit sind Erwerb, Besitz und Verwendung erlaubnisfrei und ohne Altersbeschränkung möglich. Das Schießen mit Bögen bedarf keiner gesonderten Erlaubnis, lediglich das Einverständnis des Grundstücksbesitzers ist einzuholen und geeignete Sicherheitsmaßnahmen sind zu treffen, um Gefahren zu verhindern (z. B. durch ein Pfeilfangnetz oder Hügel hinter den Zielen).
Auch sind keine besonderen Nachweise notwendig, um mit den Pferden umgehen zu können.